# Артур Сен-Леон
Артур Сен-Леон (Шарл Виктор Артур Мишел Сен-Леон, 17 септември 1821 г., Париж – 2 септември 1870 г.) е балетмайстор на Санкт Петербургския императорски балет от 1859 до 1869 г. и е известен със създаването на хореографията на балета „Копелия“.

## Биография
Сен-Леон е роден в Париж, но израства в Щутгарт, където баща му – бивш балетист от Парижката опера, е учител по танци в дворцовия театър и балет. Под влиянието на баща си, Артур учи танцово изкуство, както и цигулка при Йозеф Мейзедер и Николо Паганини.
На 17-годишна възраст дебютира в Театър де ла Моне в Брюксел, след което успешно гастролира в Германия, Италия, Англия. Лондонската публика го посреща възторжено, въпреки традиционното си резервирано отношение към мъжете танцьори. Запазената му марка са скоковете, с които печели аплодисменти на всички сцени.
Във Виена Сен Леон танцува за първи път с Фани Черито, с когото сключва брак през 1845 г. Специално за нея, Сен-Леон създава хореографията на балета La Vivandière (1843), който се радва на небивал успех в Лондон. Сен-Леон създава и хореографии за Театро Ла Фениче във Венеция и за Парижката опера.
В Париж Сен-Леон става балетмайстор и главен хореограф на дивертиментите в най-важните продукции на операта. След раздялата с Черито през 1851 г. и нейното присъединяване към трупата на операта, Сен Леон се оттегля.
След гастроли из цяла Европа, (включително три години в Театро Сан Карлос в Лисабон), през 1859 г. Сен-Леон е поканен да наследи Жул Перо като балетмайстор на Имперския руски балет в Санкт Петербург, Русия, на който пост остава до 1869 г. (наследен е от Мариус Петипа).
Негова любимка е балерината Адела Гранцова, която танцува в много от балетите му. Сен-Леон я въвежда в Парижката опера, а по-късно и в Италия. Балетът „Копелия“ (1870) е направен специално за нея и е единствената творба на Сен-Леон, която достига до нас почти непроменена.
Сен-Леон умира след края на първия сезон на „Копелия“, който настъпва преждевременно поради френско-пруската война. В края на ноември балерината, пресъздала образа на Сванилда, Джузепина Бозачи, умира на 17-ия си рожден ден.
Сен-Леон остава в историята и като автор на метод за балетна нотация, описан в книгата: La Sténochoréographie, ou Art d'écrire promptement la danse, публикувана през 1852 г. Това е първият метод за хореографска нотация, който документира не само краката, но и движенията на ръцете, торса и главата.

## Основни творби
- 1843 г. La Vivandière (мез. Цезар Пуни)
- 1847 г. La Fille de marbre (муз. Цезар Пуни, по мотиви от Alma, ou la Fille de feu на Жул Перо)
- 1849 г. Le Violon du Diable (муз. Цезар Пуни). Сен-Леон участва и като танцьор и цигулар.
- 1850 г. Stella (муз. Цезар Пуни)
- 1860 г. Graziella ou La Querelle amoureuse (муз. Цезар Пуни)
- 1861 г. La Perle de Seville (муз. Цезар Пуни)
- 1864 г. Фиамета (муз. Лудвиг Минкус)
- 1864 г. Конче-гърбоконче (муз. Цезар Пуни)
- 1866 г. Златната рибка (муз. Лудвиг Минкус)
- 1866 г. La Source (муз. Лудвиг Минкус и Лео Делиб)
- 1869 г. Le Lys (муз. Лудвиг Минкус) Минкус използва голяма част от музиката, която е написал за La Source.
- 1870 г. Копелия (муз. Лео Делиб)